# Manfred Gollner
Manfred Gollner (Judenburg, Austria, 22 de diciembre de 1990) es un futbolista austríaco que juega como defensa en el TSV Hartberg de la Bundesliga austríaca.

## Trayectoria
El 27 de julio de 2020 regresó al TSV Hartberg.

## Estadísticas

### Clubes
Actualizado al último partido disputado el 11 de septiembre de 2022.
| Club                      | Div.          | Temporada     | Liga  | Liga  | Copas nacionales | Copas nacionales | Copas internacionales | Copas internacionales | Total | Total |
| Club                      | Div.          | Temporada     | Part. | Goles | Part.            | Goles            | Part.                 | Goles                 | Part. | Goles |
| ------------------------- | ------------- | ------------- | ----- | ----- | ---------------- | ---------------- | --------------------- | --------------------- | ----- | ----- |
| Kapfenberger SV · Austria | 1.ª           | 2009-10       | 2     | 0     | 0                | 0                | —                     | —                     | 2     | 0     |
| Kapfenberger SV · Austria | 1.ª           | 2010-11       | 3     | 0     | 2                | 0                | —                     | —                     | 5     | 0     |
| Kapfenberger SV · Austria | 1.ª           | 2011-12       | 9     | 0     | 1                | 0                | —                     | —                     | 10    | 0     |
| Kapfenberger SV · Austria | 2.ª           | 2012-13       | 21    | 1     | 1                | 0                | —                     | —                     | 22    | 1     |
| Kapfenberger SV · Austria | 2.ª           | 2013-14       | 31    | 1     | 3                | 0                | —                     | —                     | 34    | 1     |
| Kapfenberger SV · Austria | 2.ª           | 2014-15       | 34    | 0     | 4                | 0                | —                     | —                     | 38    | 0     |
| Kapfenberger SV · Austria | 2.ª           | 2015-16       | 35    | 4     | 2                | 0                | —                     | —                     | 37    | 4     |
| Kapfenberger SV · Austria | Total club    | Total club    | 135   | 6     | 13               | 0                | 0                     | 0                     | 148   | 6     |
| TSV Hartberg · Austria    | 3.ª           | 2016-17       | 28    | 2     | 2                | 0                | —                     | —                     | 30    | 2     |
| TSV Hartberg · Austria    | 2.ª           | 2017-18       | 32    | 2     | 4                | 0                | —                     | —                     | 36    | 2     |
| TSV Hartberg · Austria    | Total club    | Total club    | 60    | 4     | 6                | 0                | 0                     | 0                     | 66    | 4     |
| Wolfsberger AC · Austria  | 1.ª           | 2018-19       | 22    | 1     | 3                | 0                | —                     | —                     | 25    | 1     |
| Wolfsberger AC · Austria  | 1.ª           | 2019-20       | 17    | 2     | 3                | 0                | 2                     | 0                     | 22    | 2     |
| Wolfsberger AC · Austria  | Total club    | Total club    | 39    | 3     | 6                | 0                | 2                     | 0                     | 47    | 3     |
| TSV Hartberg · Austria    | 1.ª           | 2020-21       | 29    | 2     | 3                | 1                | 1                     | 0                     | 33    | 3     |
| TSV Hartberg · Austria    | 1.ª           | 2021-22       | 27    | 2     | 2                | 0                | —                     | —                     | 29    | 2     |
| TSV Hartberg · Austria    | 1.ª           | 2022-23       | 3     | 0     | 1                | 0                | —                     | —                     | 4     | 0     |
| TSV Hartberg · Austria    | Total club    | Total club    | 59    | 4     | 6                | 1                | 1                     | 0                     | 66    | 5     |
| Total carrera             | Total carrera | Total carrera | 293   | 17    | 31               | 1                | 3                     | 0                     | 327   | 18    |